# Lista de património edificado no distrito de Braga
Esta lista é uma sublista da Lista de património edificado em Portugal para o Distrito de Braga, ordenada alfabeticamente por concelho, baseada nas listagens do IPPAR de Março de 2005 e atualizações.
Legenda:
- Os monumentos podem eventualmente ter várias designações, sendo estas separadas nesse caso pela conjunção "ou";
- Por vezes vários edifícios fazem parte de uma mesma classificação patrimonial, sendo nesse caso separados pela conjunção "e";
- A existência de dois graus de classificação diferente para um mesmo monumento (usualmente VC e outro) significa que este aguarda uma classificação definitiva, se bem que tenha sido homologado com o grau indicado (ex: VC-IIP é um imóvel em vias de classificação, homologado com o grau de Imóvel de Interesse Público).

Observação: São preservadas as denominações adoptadas pelo IPPAR, mesmo que elas apresentem outras alternativas. Nestes casos há redireccionamento para aquela em que o artigo está redigido, podendo ou não esta designação aparecer na lista.

## Amares
| ID       | Designações | Categoria              | Tipologia           | Freguesia            | Grau | Ano  | Coordenadas                  | Imagem       |
| -------- | --- | ---------------------- | ------------------- | -------------------- | ---- | ---- | ---------------------------- | ------------ |
| 70393    | Pelourinho de Amares | Arquitectura civil     | Pelourinho          | Amares               | MN   | 1910 | 41.630919° N 8.35081° O      |              |
| 70653    | Ponte de Rodas | Arquitectura civil     | Ponte               | Caldelas             | MN   | 1910 | 41.67276442° N 8.38289437° O |              |
| 74238    | Capela de Nossa Senhora da Apresentação                                                                                                 | Arquitectura religiosa | Capela              | Carrazedo            | IIP  | 1971 | 41.63051773° N 8.3838945° O  |              |
| 10092741 | Solar de Castro | Arquitectura civil     | Solar               | Carrazedo            | MIP  | 2012 | 41.62669° N 8.385196° O      | Mais imagens |
| 69772    | Ruínas da Torre e Honra de Vasconcelos ou Casa dos Mouros                                                                               | Arquitectura civil     | Torre               | Ferreiros            | IIP  | 1948 | 41.62332837° N 8.35562024° O | Mais imagens |
| 70966    | Aqueduto de Cales | Arquitectura civil     | Aqueduto            | Figueiredo           | IIM  | 1984 | 41.62941729° N 8.33485661° O |              |
| 71457    | Casa da Ribeira II | Arquitectura civil     | Casa                | Figueiredo           | MIP  | 2012 |                              |              |
| 72992    | Portal da Casa da Torre de Vilar | Arquitectura civil     | Portal              | Figueiredo           | IIP  | 1996 | 41.62488969° N 8.32899862° O |              |
| 74591    | Casa da Tapada | Arquitectura civil     | Solar               | Fiscal               | IIP  | 1977 | 41.65229312° N 8.38167445° O | Mais imagens |
| 72396    | Estação arqueológica do Lago | Arqueologia            | Povoado fortificado | Lago                 | IIP  | 1984 | 41.61089946° N 8.41096725° O |              |
| 75006    | Mosteiro de Santo André de Rendufe ou Mosteiro de Rendufe                                                                               | Arquitectura religiosa | Mosteiro            | Rendufe              | IIP  | 1943 | 41.63590556° N 8.40598333° O |              |
| 3929800  | Quinta do Mosteiro de Rendufe, Sequeiro e Eira, estruturas hidráulicas em pedra, minas, aqueduto subterrâneo e aéreo, tanque e levadas) | Arquitectura mista     | Conjunto            | Rendufe              | SPL  | 2012 |                              |              |
| 74590    | Convento de Santa Maria do Bouro | Arquitectura religiosa | Mosteiro            | Santa Maria do Bouro | IIP  | 1958 | 41.659467° N 8.270733° O     | Mais imagens |

 Legenda: PM - Património Mundial · MN - Monumento Nacional · IIP - Imóvel de Interesse Público · MIP - Monumento de Interesse Público · CIP - Conjunto de Interesse Público · SIP - Sítio de Interesse Público · IIM - Imóvel de Interesse Municipal · MIM - Monumento de Interesse Municipal · CIM - Conjunto de Interesse Municipal · SIM - Sítio de Interesse Municipal · VC - Em vias de classificação · SPL - Sem proteção legal

## Barcelos
| ID      | Designações                                                                        | Categoria              | Tipologia           | Freguesia                      | Grau | Ano  | Coordenadas                  | Imagem       |
| ------- | ---------------------------------------------------------------------------------- | ---------------------- | ------------------- | ------------------------------ | ---- | ---- | ---------------------------- | ------------ |
| 70392   | Igreja de Santa Maria de Abade de Neiva                                            | Arquitectura religiosa | Igreja              | Abade de Neiva                 | MN   | 1927 | 41.55513365° N 8.63927615° O | Mais imagens |
| 70697   | Chafariz monumental no pátio do extinto convento anexo à Igreja de Vilar de Frades | Arquitectura civil     | Chafariz            | Areias de Vilar                | MN   | 1943 | 41.54043056° N 8.55691111° O | Mais imagens |
| 70698   | Igreja de Vilar de Frades ou Igreja do Mosteiro dos Lóios                          | Arquitectura religiosa | Igreja              | Areias de Vilar                | MN   | 1910 | 41.54043056° N 8.55691111° O | Mais imagens |
| 156292  | Povoado Fortificado de Carmona ou Castro de Carmona                                | Arqueologia            | Povoado fortificado | Balugães                       | VC   | 1997 |                              |              |
| 74589   | Casa de Santo António de Vessadas                                                  | Arquitectura civil     | Casa                | Barcelinhos                    | IIP  | 1977 | 41.52478764° N 8.61504108° O |              |
| 70515   | Torre de Barcelos ou Postigo da Muralha                                            | Arquitectura militar   | Torre               | Barcelos                       | MN   | 1926 | 41.53080833° N 8.61969167° O | Mais imagens |
| 70516   | Palácio Solar dos Pinheiros ou Palácio dos Pinheiros                               | Arquitectura civil     | Solar               | Barcelos                       | MN   | 1910 | 41.52864387° N 8.62291779° O |              |
| 70517   | Paço dos Duques de Bragança ou Paço dos Condes de Barcelos (ruínas)                | Arquitectura civil     | Paço                | Barcelos                       | MN   | 1910 | 41.528046° N 8.622041° O     | Mais imagens |
| 70518   | Ponte de Barcelos sobre o Cávado                                                   | Arquitectura civil     | Ponte               | Barcelos                       | MN   | 1910 | 41.52733056° N 8.62227778° O | Mais imagens |
| 70556   | Igreja de Santa Maria Maior ou Igreja Matriz de Barcelos                           | Arquitectura religiosa | Igreja              | Barcelos                       | MN   | 1927 | 41.52849167° N 8.622225° O   | Mais imagens |
| 73205   | Igreja do Bom Jesus da Cruz ou Igreja das Cruzes ou Igreja do Senhor da Cruz       | Arquitectura religiosa | Igreja              | Barcelos                       | IIP  | 1958 | 41.531725° N 8.61924167° O   | Mais imagens |
| 73206   | Pelourinho de Barcelos                                                             | Arquitectura civil     | Pelourinho          | Barcelos                       | IIP  | 1933 | 41.528188° N 8.622545° O     |              |
| 3885701 | Campo da Feira de Barcelos e envolvente                                            | Arquitectura civil     | Conjunto            | Barcelos                       | VC   | 2002 |                              |              |
| 341970  | Castro de Monte Castro ou Povoado fortificado de Monte Castro                      | Arqueologia            | Povoado fortificado | Carapeços                      | VC   |      |                              |              |
| 72867   | Penedo Laje dos Sinais                                                             | Arqueologia            | Arte Rupestre       | Carvalhas                      | IIP  | 1951 | 41.461562° N 8.589958° O     | Mais imagens |
| 72868   | Forno dos Mouros (restos)                                                          | Arqueologia            | Balneário           | Carvalhas                      | IIP  | 1951 | 41.45791979° N 8.58785434° O | Mais imagens |
| 69708   | Monumento castrejo de Galegos (Santa Maria) com forno                              | Arqueologia            | Balneário           | Galegos (Santa Maria)          | MN   | 1990 | 41.56825521° N 8.57063369° O | Mais imagens |
| 71286   | Solar de Azevedo ou Casa de Azevedo                                                | Arquitectura civil     | Solar               | Lama                           | IIP  | 1989 |                              |              |
| 70636   | Igreja e Torre de Manhente                                                         | Arquitectura religiosa | Igreja              | Manhente                       | MN   | 1915 | 41.54403343° N 8.57350202° O | Mais imagens |
| 72910   | Ermida de Nossa Senhora da Franqueira ou Igreja de Nossa Senhora da Franqueira     | Arquitectura religiosa | Igreja              | Pereira                        | IIP  | 1967 | 41.53371245° N 8.61879814° O | Mais imagens |
| 70488   | Ruínas do Castelo de Faria e estação arqueológica subjacente                       | Arqueologia            | Conjunto            | Pereira                        | MN   | 1956 | 41.49663655° N 8.647418° O   | Mais imagens |
| 73634   | Torre de Aborim                                                                    | Arquitectura civil     | Paço                | Quintiães                      | IIP  | 1978 | 41.61471477° N 8.64840507° O |              |
| 156160  | Igreja de Santa Eulália ou Igreja Paroquial da Freguesia de Rio Covo               | Arquitectura religiosa | Igreja              | Rio Covo (Santa Eulália)       | VC   | 1999 |                              | Mais imagens |
| 156157  | Casa e Quinta do Benfeito                                                          | Arquitectura civil     | Solar               | Vila Frescaínha (São Martinho) | MIP  | 1993 |                              | Mais imagens |

 Legenda: PM - Património Mundial · MN - Monumento Nacional · IIP - Imóvel de Interesse Público · MIP - Monumento de Interesse Público · CIP - Conjunto de Interesse Público · SIP - Sítio de Interesse Público · IIM - Imóvel de Interesse Municipal · MIM - Monumento de Interesse Municipal · CIM - Conjunto de Interesse Municipal · SIM - Sítio de Interesse Municipal · VC - Em vias de classificação · SPL - Sem proteção legal

## Braga
| ID       | Designações | Categoria              | Tipologia           | Freguesia                 | Grau | Ano  | Coordenadas                           | Imagem       |
| -------- | --- | ---------------------- | ------------------- | ------------------------- | ---- | ---- | ------------------------------------- | ------------ |
| 69713    | Termas romanas de Maximinos ou Alto da Cividade ou Colina dos Maximinos | Arqueologia            | Termas              | Cividade                  | MN   | 1986 | 41.54635° N 8.429675° O               | Mais imagens |
| 74758    | Edifícios na Rua de Santo António das Travessas (2) | Arquitectura civil     | Conjunto urbano     | Cividade                  | IIP  | 1993 | 41.548231° N 8.427681° O              |              |
| 74759    | Casa da Rua dos Pelames ou Casa da Rua de S. Geraldo, Nº 51 - 55 | Arquitectura civil     | Casa                | Cividade                  | IIP  | 1978 | 41.54654916° N 8.42597132° O          |              |
| 70575    | Ruínas arqueológicas de São Martinho de Dume | Arqueologia            | Basílica            | Dume                      | MN   | 1993 | 41.567551° N 8.435667° O              | Mais imagens |
| 72319    | Casa da Pereira | Arquitectura civil     | Casa                | Dume                      | IIP  | 1986 | 41.5674° N 8.438638° O                | Mais imagens |
| 22080814 | Paço de Ançariz | Arquitetura civil      | Capela              | Escudeiros                | MIP  | 2020 | 41.484997° N 8.423757° O              | Mais imagens |
| 156318   | Capela de Nossa Senhora do Rosário | Arquitetura religiosa  | Capela              | Escudeiros                | VC   | 1999 | 41.47835278° N 8.42775278° O          |              |
| 73619    | Estação arqueológica de Santa Marta das Cortiças ou Monte da Falperra | Arqueologia            | Povoado fortificado | Esporões                  | IIP  | 1955 | 41.514528° N 8.395385° O              |              |
| 156304   | Casa da Quintã ou Casa Quintão | Arquitectura civil     | Solar               | Esporões                  | IIP  | 1999 | 41.510669° N 8.424235° O              |              |
| 73763    | Igreja de São Salvador (Figueiredo) ou Igreja Paroquial de Figueiredo | Arquitectura religiosa | Igreja              | Figueiredo                | IIP  | 1978 | 41.49968056° N 8.44163056° O          |              |
| 156308   | Casa e Quinta de São Brás da Torre, incluindo capela, jardim e mata | Arquitectura civil     | Conjunto            | Figueiredo                | MIP  | 2012 | 41.50784° N 8.439317° O               | Mais imagens |
| 70483    | Castro de Monte Redondo ou Castro Monte Cossourado | Arqueologia            | Castro              | Guisande                  | MN   | 1910 | 41.467467° N 8.4577° O                | Mais imagens |
| 73978    | Casa da Naia | Arquitectura civil     | Casa                | Maximinos                 | IIP  | 1977 | 41.539914° N 8.447287° O              |              |
| 70175    | Cruzeiro de Tibães | Arquitectura religiosa | Cruzeiro            | Mire de Tibães            | MN   | 1910 | 41.557831° N 8.478753° O              | Mais imagens |
| 73612    | Conjunto - Cruzeiro, Igreja e Mosteiro de Tibães, fontes e construções arquitectónicas da Quinta de Tibães | Arquitectura religiosa | Mosteiro            | Mire de Tibães            | IIP  | 1944 | 41.555752° N 8.479375° O              | Mais imagens |
| 70319    | Capela do Espírito Santo | Arquitectura religiosa | Capela              | Nogueira                  |      | 1567 | 41.548953° N 8.429196° O              | Mais imagens |
| 75005    | Castro do Monte da Consolação | Arqueologia            | Castro              | Nogueiró                  | IIP  | 1992 | 41.55005408° N 8.38723744° O          |              |
| 71279    | Castelo da D. Chica ou Castelo de Palmeira | Arquitectura militar   | Castelo             | Palmeira                  | IIP  | 1985 | 41.58885° N 8.428148° O               | Mais imagens |
| 72540    | Casa da Mainha ou Antigo Prazo do Convento de Tibães | Arquitectura civil     | Casa                | Panóias                   | MIM  | 2013 | 41.57400278° N 8.46260833° O          | Mais imagens |
| 69829    | Ponte do Porto (antiga Perozello) sobre o Cávado, entre Amares e Braga | Arquitectura civil     | Ponte               | Pousada                   | MN   | 1910 | 41.61617778° N 8.34253889° O          | Mais imagens |
| 70191    | Capela de São Frutuoso ou Capela de São Salvador de Montélios | Arquitectura religiosa | Capela              | Real                      | MN   | 1944 | 41.560369° N 8.438733° O              | Mais imagens |
| 156313   | Casa e Quinta da Igreja | Arquitectura civil     | Casa                | Santa Lucrécia de Algeriz | MIP  | 2012 | 41.590472° N 8.370508° O              | Mais imagens |
| 70651    | Capela de Nossa Senhora da Conceição (Casa dos Coimbras), Capela dos Coimbras ou Capela do Senhor Morto | Arquitectura religiosa | Capela              | São João do Souto         | MN   | 1910 | 41.549902° N 8.424466° O              | Mais imagens |
| 70652    | Castelo de Braga | Arquitectura militar   | Castelo             | São João do Souto         | MN   | 1910 | 41.551307° N 8.423805° O              | Mais imagens |
| 71032    | Capela e recolhimento da caridade | Arquitectura religiosa | Capela              | São João do Souto         | IIM  | 1986 | 41.552027° N 8.420402° O              | Mais imagens |
| 74657    | Hospital de São Marcos, fachada principal do hospital e da igreja | Arquitectura civil     | Hospital            | São João do Souto         | IIP  | 1956 | 41.54778889° N 8.4232° O              | Mais imagens |
| 74658    | Igreja e Convento do Pópulo | Arquitectura religiosa | Convento            | São João do Souto         | IIP  | 1977 | 41.5522319° N 8.42892168° O           | Mais imagens |
| 74659    | Residências (2) anexas à Casa Maciéis Aranhas | Arquitectura civil     | Conjunto urbano     | São João do Souto         | IIP  | 1978 | 41.55292625° N 8.42850534° O          | Mais imagens |
| 74660    | Capela do antigo Convento do Salvador | Arquitectura religiosa | Capela              | São João do Souto         | IIP  | 1959 | 41.55301117° N 8.42699547° O          | Mais imagens |
| 74661    | Casas das Gelosias ou Casas dos Crivos | Arquitectura civil     | Conjunto urbano     | São João do Souto         | IIP  | 1971 | 41.55051741° N 8.42336442° O          | Mais imagens |
| 74662    | Casa dos Maciéis Aranhas | Arquitectura civil     | Solar               | São João do Souto         | IIP  | 1971 | 41.55281111° N 8.42809167° O          | Mais imagens |
| 74663    | Casa dos Paivas ou Casa da Roda | Arquitectura civil     | Casa                | São João do Souto         | IIP  | 1986 | 41.55014082° N 8.42628724° O          | Mais imagens |
| 70635    | Tanque do Quintal do Ídolo ou Fonte do Ídolo | Arqueologia            | Fonte               | São José de São Lázaro    | MN   | 1910 | 41.54864167° N 8.42184722° O          | Mais imagens |
| 72717    | Rua de São Geraldo e do Antigo Convento das Freiras | Arquitectura civil     | Rua                 | São José de São Lázaro    | VC   | 1987 | 41.545387° N 8.426011° O              |              |
| 73063    | Quinta do Fujacal (Troço de muralha) | Arqueologia            | Muralha             | São José de São Lázaro    | IIP  | 1985 | 41.546223° N 8.424145° O              |              |
| 74586    | Convento, Colégio e Igreja dos Congregados ou Convento da Congregação de São Filipe de Néri | Arquitectura religiosa | Conjunto            | São José de São Lázaro    | IIP  | 1993 | 41.551° N 8.42093056° O               | Mais imagens |
| 74587    | Casa Rolão (da Avenida Central) | Arquitectura civil     | Casa                | São José de São Lázaro    | IIP  | 1977 | 41.55124444° N 8.42005278° O          | Mais imagens |
| 74588    | Palácio do Raio | Arquitectura civil     | Solar               | São José de São Lázaro    | IIP  | 1956 | 41.54835278° N 8.42264444° O          | Mais imagens |
| 156315   | Edifício do Recolhimento de Santa Maria Madalena ou das Convertidas | Arquitectura civil     | Edifício            | São José de São Lázaro    | MIP  | 2012 | 41.551968° N 8.420419° O              |              |
| 156322   | Igreja dos Terceiros | Arquitectura religiosa | Igreja              | São José de São Lázaro    | MIP  | 1999 | 41.55169444° N 8.42419444° O          |              |
| 70616    | Ponte do Prado sobre o Cávado | Arquitectura civil     | Ponte               | São Paio de Merelim       | MN   | 1910 | 41.59577222° N 8.46290833° O          | Mais imagens |
| 71275    | Conjunto de construções do início do séc. XX (edifícios 817, 805, 797, 777, 757, 773, 745, 733, 715 e os referentes ao "O Nosso Café" entre o extremo NE da Av. da Liberdade e a R.do Dr. Gonçalo Sampaio); herdeira de Raúl Dias, Sociedade Theatro Circo e Crédito Predial Português. | Arquitectura civil     | Conjunto urbano     | São Vicente               | IIP  | 1983 | 41.54978611° N 8.42235278° O          |              |
| 71276    | Conjunto da Praça de Mouzinho de Albuquerque | Arquitectura civil     | Praça               | São Vicente               | IIP  | 1982 | 41.55° N 8.4166666666667° O           | Mais imagens |
| 73975    | Igreja de São Vicente ou Igreja Paroquial de São Vicente | Arquitectura religiosa | Igreja              | São Vicente               | IIP  | 1986 | 41.556104° N 8.421081° O              | Mais imagens |
| 73976    | Casa de Ínfias ou Casa de Vale de Flores | Arquitectura civil     | Casa                | São Vicente               | IIP  | 1977 | 41.55623498° N 8.42327023° O          | Mais imagens |
| 73977    | Castro Máximo ou Monte do Castro | Arqueologia            | Castro              | São Vicente               | IIP  | 1984 | 41.56076003° N 8.42827743° O          |              |
| 341967   | Igreja do Carmo e Edifício do Antigo Convento Carmelita | Arquitectura religiosa | Conjunto            | São Vicente               | MIP  | 2001 | 41.55404167° N 8.42554722° O          |              |
| 3992744  | Capela de Nossa Senhora de Guadalupe ou Capela da Guadalupe | Arquitectura religiosa | Capela              | São Victor                | MIP  | 2002 | 41.553423° N 8.418108° O              |              |
| 4324474  | Saboaria e Perfumaria Confiança | Arquitectura civil     | Fábrica             | São Victor                | MIP  | 2020 | 41.555214° N 8.404791° O              | Mais imagens |
| 97011130 | Palacete Arantes / Quinta de Infias / Pousada de São Vicente | Monumento              |                     | São Vicente               | n/c  |      | 41.558103° N 8.418324° O              | Mais imagens |
| 73727    | Igreja de São Victor ou Igreja Paroquial de São Victor | Arquitectura religiosa | Igreja              | São Vítor                 | IIP  | 1977 | 41.55275278° N 8.41327778° O          | Mais imagens |
| 156333   | Sete Fontes de São Vitor - Sistema de Captação do Sistema de Água do Século XVIII, à cidade de Braga | Arquitectura civil     | Fontanário          | São Vítor                 | MN   |      | 41.569764° N 8.403754° O              | Mais imagens |
| 70320    | Arco da Porta Nova | Arquitectura civil     | Arco                | Sé                        | MN   | 1910 | 41.550269° N 8.429288° O              | Mais imagens |
| 70321    | Braga (incerta via) - 21 marcos miliários de Braga (série Capela) | Arqueologia            | Via                 | Sé                        | MN   | 1910 | 41.5464366° N 8.42773261° O           |              |
| 70462    | Sé de Braga | Arquitectura religiosa | Sé                  | Sé                        | MN   | 1910 | 41.550025° N 8.426975° O              | Mais imagens |
| 70563    | Via de Braga a Guimarães, 2 marcos miliários, série Capela | Arqueologia            | Via                 | Sé                        | MN   | 1910 |                                       |              |
| 73929    | Igreja da Misericórdia de Braga | Arquitectura religiosa | Igreja              | Sé                        | IIP  | 1977 | 41.550381° N 8.426962° O              | Mais imagens |
| 73930    | Paço Episcopal Bracarense ou Antigo Paço Episcopal Bracarense, Paço Arquiepiscopal | Arquitectura religiosa | Paço                | Sé                        | IIP  | 1967 | 41.55096667° N 8.42664444° O          | Mais imagens |
| 73931    | Pelourinho de Braga | Arquitectura civil     | Pelourinho          | Sé                        | IIP  | 1933 | 41.550294° N 8.426796° O              | Mais imagens |
| 73932    | Ruínas romanas das Carvalheiras | Arqueologia            | Cidade              | Sé                        | IIP  | 1990 | 41.54828414° N 8.43052164° O          | Mais imagens |
| 73933    | Casa Grande ou Casa dos Cunha Reis | Arquitectura civil     | Solar               | Sé                        | IIP  | 1977 | 41.54954444° N 8.43074167° O          | Mais imagens |
| 73934    | Casa Pimentel (oitocentista) | Arquitectura civil     | Casa                | Sé                        | IIP  | 1967 | 41.54926667° N 8.42895° O             | Mais imagens |
| 73935    | Casa dos Biscaínhos | Arquitectura civil     | Casa                | Sé                        | IIP  | 1949 | 41.551247° N 8.429614° O              | Mais imagens |
| 156306   | Edifício da Câmara Municipal de Braga | Arquitectura civil     | Câmara              | Sé                        | IIP  | 2002 | 41.55099946° N 8.42850852° O          | Mais imagens |
| 341966   | Casa de Santa Cruz do Igo | Arquitectura civil     | Casa                | Sé                        | VC   | 2001 | 41.54922222° N 8.42948333° O          |              |
| 73927    | Santuário do Bom Jesus do Monte | Arquitectura religiosa | Santuário           | Tenões                    | IIP  | 1970 | 41.554702176492° N 8.3774775266647° O | Mais imagens |
| 73928    | Igreja de Santa Eulália (Tenões), Igreja Paroquial de Tenões | Arquitectura religiosa | Igreja              | Tenões                    | PM   | 2017 | 41.55774167° N 8.38589722° O          |              |
| 4379858  | Elevador do Bom Jesus do Monte | Arquitectura civil     | Elevador            | Tenões                    | PM   | 2017 | 41.554694° N 8.380814° O              | Mais imagens |

 Legenda: PM - Património Mundial · MN - Monumento Nacional · IIP - Imóvel de Interesse Público · MIP - Monumento de Interesse Público · CIP - Conjunto de Interesse Público · SIP - Sítio de Interesse Público · IIM - Imóvel de Interesse Municipal · MIM - Monumento de Interesse Municipal · CIM - Conjunto de Interesse Municipal · SIM - Sítio de Interesse Municipal · VC - Em vias de classificação · SPL - Sem proteção legal

## Cabeceiras de Basto
| ID      | Designações                                                                            | Categoria              | Tipologia  | Freguesia        | Grau | Ano  | Coordenadas                  | Imagem       |
| ------- | -------------------------------------------------------------------------------------- | ---------------------- | ---------- | ---------------- | ---- | ---- | ---------------------------- | ------------ |
| 341971  | Pelourinho do Antigo Couto de Abadim                                                   | Arquitectura civil     | Pelourinho | Abadim           | IIP  | 1933 | 41.539917° N 7.990154° O     | Mais imagens |
| 71679   | Casa da Torre (Alvite)                                                                 | Arquitectura civil     | Casa       | Alvite           | VC   | 2001 |                              |              |
| 70901   | Ponte do Arco de Baúlhe                                                                | Arquitectura civil     | Ponte      | Arco de Baúlhe   | IIM  | 1997 | 41.48448287° N 7.96071891° O |              |
| 73357   | Casa da Breia                                                                          | Arquitectura civil     | Solar      | Basto            | IIP  | 1996 | 41.53947913° N 8.02049276° O |              |
| 6194662 | Casa do Forno, no lugar de Olela                                                       | Arquitectura civil     | Casa       | Basto            | VC   |      |                              |              |
| 71103   | Ponte de Cavêz sobre o rio Tâmega                                                      | Arquitectura civil     | Ponte      | Cavez            | MN   | 1910 | 41.51273377° N 7.89775569° O |              |
| 73356   | Ponte sobre o rio Moimenta                                                             | Arquitectura civil     | Ponte      | Cavez            | IIP  | 1990 | 41.51677056° N 7.89055341° O |              |
| 74946   | Convento de Refóios ou Mosteiro de São Miguel de Refojos de Basto (Igreja e Sacristia) | Arquitectura religiosa | Convento   | Refojos de Basto | IIP  | 1933 | 41.51154748° N 8.00137489° O |              |
| 74947   | Pelourinho de Cabeceiras de Basto ou Pelourinho de Refojos de Basto                    | Arquitectura civil     | Pelourinho | Refojos de Basto | IIP  | 1933 | 41.479005° N 8.061231° O     | Mais imagens |

 Legenda: PM - Património Mundial · MN - Monumento Nacional · IIP - Imóvel de Interesse Público · MIP - Monumento de Interesse Público · CIP - Conjunto de Interesse Público · SIP - Sítio de Interesse Público · IIM - Imóvel de Interesse Municipal · MIM - Monumento de Interesse Municipal · CIM - Conjunto de Interesse Municipal · SIM - Sítio de Interesse Municipal · VC - Em vias de classificação · SPL - Sem proteção legal

## Celorico de Basto
| ID      | Designações | Categoria              | Tipologia       | Freguesia             | Grau | Ano  | Coordenadas                  | Imagem       |
| ------- | --- | ---------------------- | --------------- | --------------------- | ---- | ---- | ---------------------------- | ------------ |
| 70274   | Castelo de Arnóia ou Castelo dos Mouros ou Castelo de Moreira                                                        | Arquitectura militar   | Castelo         | Arnóia                | MN   | 1946 | 41.363558° N 8.051927° O     | Mais imagens |
| 73633   | Pelourinho de Castelo (Lugar do Castelo)                                                                             | Arquitectura civil     | Pelourinho      | Arnóia                | IIP  | 1933 | 41.364318° N 8.052755° O     |              |
| 156320  | Convento de Arnóia, incluindo a igreja, o cruzeiro, a fonte-oratório, os moinhos, a casa da tulha e anexos agrícolas | Arquitectura religiosa | Convento        | Arnóia                | VC   | 1993 |                              |              |
| 156327  | Casa da Igreja ou Casa de São Romão do Corgo, incluindo jardim, eira e cruzeiro                                      | Arquitectura civil     | Conjunto urbano | Corgo                 | VC   | 1997 |                              |              |
| 74656   | Estela de Vila Boa                                                                                                   | Arqueologia            | Estela          | Rego                  | IIP  | 1977 | 41.42273605° N 8.08683195° O |              |
| 156325  | Solar do Souto ou Casa do Souto                                                                                      | Arquitectura civil     | Solar           | São Clemente de Basto | VC   | 1996 |                              |              |
| 3957838 | Casa da Gandarela, Capela de Santo António e jardim                                                                  | Arquitectura civil     | Conjunto urbano | São Clemente de Basto | VC   | 2000 |                              |              |
| 73925   | Casa da Boavista (Veade), incluindo o jardim e os elementos decorativos                                              | Arquitectura civil     | Solar           | Veade                 | IIP  | 1977 | 41.42100218° N 7.97721378° O |              |
| 73926   | Casa do Outeiro | Arquitectura civil     | Casa            | Veade                 | IIP  | 1977 | 41.41979325° N 7.97543435° O |              |

 Legenda: PM - Património Mundial · MN - Monumento Nacional · IIP - Imóvel de Interesse Público · MIP - Monumento de Interesse Público · CIP - Conjunto de Interesse Público · SIP - Sítio de Interesse Público · IIM - Imóvel de Interesse Municipal · MIM - Monumento de Interesse Municipal · CIM - Conjunto de Interesse Municipal · SIM - Sítio de Interesse Municipal · VC - Em vias de classificação · SPL - Sem proteção legal

## Esposende
| ID      | Designações                                        | Categoria              | Tipologia            | Freguesia | Grau | Ano  | Coordenadas                  | Imagem       |
| ------- | -------------------------------------------------- | ---------------------- | -------------------- | --------- | ---- | ---- | ---------------------------- | ------------ |
| 73616   | Menir de São Paio de Antas ou Menir de Pedra a Pé  | Arqueologia            | Menir                | Antas     | IIP  | 1992 | 41.60101069° N 8.77847823° O |              |
| 74655   | Estação arqueológica Cividade de Belinho           | Arqueologia            | Povoado fortificado  | Belinho   | IIP  | 1986 | 41.59895748° N 8.77533912° O |              |
| 69953   | Capela do Senhor dos Mareantes                     | n/a                    | n/a                  | Esposende | IIP  |      | 41.5321697° N 8.78159066° O  |              |
| 74943   | Forte de Esposende ou Castelo de São João Baptista | Arquitectura militar   | Forte                | Esposende | IIP  | 1982 | 41.60278851° N 8.73291352° O |              |
| 74944   | Igreja da Misericórdia de Esposende                | Arquitectura religiosa | Igreja               | Esposende | IIP  | 1974 | 41.53230365° N 8.78019006° O | Mais imagens |
| 74945   | Pelourinho de Esposende                            | Arquitectura civil     | Pelourinho           | Esposende | IIP  | 1933 | 41.529564° N 8.779641° O     |              |
| 73673   | Ponte metálica de Fão                              | Arquitectura civil     | Ponte                | Fão       | IIP  | 1986 | 41.515278° N 8.7725° O       | Mais imagens |
| 6828225 | Casa Dr. Fernando Ribeiro da Silva                 | Arquitectura civil     | Casa                 | Fão       | VC   |      |                              |              |
| 75004   | Menir de São Bartolomeu do Mar                     | Arqueologia            | Menir                | Mar       | IIP  | 1992 | 41.57356858° N 8.79103376° O |              |
| 327731  | Casa das Marinhas                                  | Arquitectura civil     | Casa                 | Marinhas  | VC   |      |                              |              |
| 74123   | Castro de São Lourenço                             | Arqueologia            | Castro               | Vila Chã  | IIP  | 1986 | 41.55608841° N 8.76124889° O |              |
| 341972  | Anta da Portelagem e Mamoas do Rápido              | Arqueologia            | Monumento megalítico | Vila Chã  | IIP  |      |                              | Mais imagens |

 Legenda: PM - Património Mundial · MN - Monumento Nacional · IIP - Imóvel de Interesse Público · MIP - Monumento de Interesse Público · CIP - Conjunto de Interesse Público · SIP - Sítio de Interesse Público · IIM - Imóvel de Interesse Municipal · MIM - Monumento de Interesse Municipal · CIM - Conjunto de Interesse Municipal · SIM - Sítio de Interesse Municipal · VC - Em vias de classificação · SPL - Sem proteção legal

## Fafe
| ID      | Designações                                           | Categoria              | Tipologia   | Freguesia          | Grau | Ano  | Coordenadas                  | Imagem       |
| ------- | ----------------------------------------------------- | ---------------------- | ----------- | ------------------ | ---- | ---- | ---------------------------- | ------------ |
| 71020   | Palácio da Fiação de Fafe                             | Arquitectura civil     | Palacete    | Fafe               | IIM  | 1986 | 41.45309268° N 8.16305813° O |              |
| 71736   | Palacete em Fafe                                      | Arquitectura civil     | Palacete    | Fafe               | VC   | 1983 |                              |              |
| 73608   | Castro de Santo Ovídio                                | Arqueologia            | Castro      | Fafe               | IIP  | 1986 | 41.45533467° N 8.18699573° O |              |
| 74538   | Casa de Santo Velho                                   | Arquitectura civil     | Casa        | Fafe               | IIP  | 1986 | 41.45129124° N 8.16545077° O |              |
| 156347  | Cine-Teatro de Fafe                                   | Arquitectura civil     | Cine-Teatro | Fafe               | IIP  | 2002 | 41.44991389° N 8.17100556° O |              |
| 6401112 | Antigo Convento da Cruz (igreja e cerca)              | Arquitectura religiosa | Igreja      | Fareja             | VC   | 2004 |                              |              |
| 70994   | Casa, Solar ou Quinta da Luz (portões, muros, capela) | Arquitectura civil     | Solar       | Fornelos           | IIM  | 1993 | 41.466595° N 8.17383789° O   |              |
| 341973  | Casa de Paredes (jardins e fontes)                    | Arquitectura civil     | Casa        | Medelo             | VC   | 1994 |                              |              |
| 71003   | Casa do Ermo                                          | Arquitectura civil     | Casa        | Passos             | IIM  | 1993 | 41.47558619° N 8.20018206° O |              |
| 69833   | Igreja de São Romão de Arões                          | Arquitectura religiosa | Igreja      | São Romão de Arões | MN   | 1927 | 41.45576206° N 8.22290112° O | Mais imagens |
| 74962   | Casa da Arrochela                                     | Arquitectura civil     | Casa        | São Romão de Arões | IIP  | 1993 | 41.45576664° N 8.21691695° O |              |

 Legenda: PM - Património Mundial · MN - Monumento Nacional · IIP - Imóvel de Interesse Público · MIP - Monumento de Interesse Público · CIP - Conjunto de Interesse Público · SIP - Sítio de Interesse Público · IIM - Imóvel de Interesse Municipal · MIM - Monumento de Interesse Municipal · CIM - Conjunto de Interesse Municipal · SIM - Sítio de Interesse Municipal · VC - Em vias de classificação · SPL - Sem proteção legal

## Guimarães
| ID       | Designações                                                                                       | Categoria              | Tipologia           | Freguesia               | Grau | Ano  | Coordenadas                  | Imagem       |
| -------- | ------------------------------------------------------------------------------------------------- | ---------------------- | ------------------- | ----------------------- | ---- | ---- | ---------------------------- | ------------ |
| 73437    | Capela de Nossa Senhora da Conceição                                                              | Arquitectura religiosa | Capela              | Azurém                  | IIP  | 1955 | 41.44846765° N 8.30306981° O |              |
| 69818    | Lápide das Taipas (Ara de Trajano), Penedo de Trajano, Penedo da Moura ou Ara de Nerva            | Arqueologia            | Inscrição           | Caldelas                | MN   | 1910 | 41.487044° N 8.343998° O     | Mais imagens |
| 70560    | Ponte do Rio Ave ou Ponte das Taipas                                                              | Arquitectura civil     | Ponte               | Caldelas                | MN   | 1926 | 41.482082° N 8.345073° O     | Mais imagens |
| 73726    | Igreja de São João de Calvos                                                                      | Arquitectura religiosa | Igreja              | Calvos                  | IIP  | 1955 | 41.374906° N 8.364992° O     |              |
| 74141    | Mosteiro de Santa Marinha da Costa                                                                | Arquitectura religiosa | Mosteiro            | Costa                   | IIP  | 1936 | 41.443522° N 8.276686° O     | Mais imagens |
| 74432    | Estação arqueológica da Penha                                                                     | Arqueologia            | Povoado             | Costa                   | IIP  | 1953 | 41.431815° N 8.269754° O     |              |
| 69844    | Padrão de D. João I ou Padrão de São Lázaro                                                       | Arquitectura civil     | Padrão              | Creixomil               | MN   | 1910 | 41.441511° N 8.300986° O     | Mais imagens |
| 341974   | Fornos de Olaria da Cruz de Pedra (e oficinas)                                                    | Arquitectura civil     | Forno               | Creixomil               | IIP  | 1984 |                              |              |
| 71398    | Casa e Quinta de Minotes                                                                          | Arquitectura civil     | Conjunto            | Fermentões              | IIP  | 2002 | 41.45834174° N 8.32224587° O | Mais imagens |
| 73624    | Casa de Caneiros                                                                                  | Arquitectura civil     | Solar               | Fermentões              | IIM  | 1993 | 41.455093° N 8.309679° O     |              |
| 72591    | Casa do Assento                                                                                   | Arquitectura civil     | Casa                | Figueiredo              | VC   | 1991 | 41.469087° N 8.37826° O      |              |
| 71468    | Capela do Bom Despacho                                                                            | Arquitectura religiosa | Capela              | Gominhães               | IIM  | 1983 | 41.47919° N 8.282915° O      |              |
| 70514    | Ponte de Serves                                                                                   | Arquitectura civil     | Ponte               | Gondar                  | MN   | 1938 | 41.46280375° N 8.34500121° O | Mais imagens |
| 72539    | Quinta de Corujeiras (casa e parte da quinta)                                                     | Arquitectura civil     | Casa                | Infantas                | VC   |      | 41.422745° N 8.24262° O      |              |
| 341975   | Casa de Margaride na Quinta Luar de Margaride                                                     | Arquitectura civil     | Casa                | Mesão Frio              | VC   | 2012 | 41.44517° N 8.29274° O       | Mais imagens |
| 331951   | Centro Histórico de Guimarães                                                                     | n/a                    | n/a                 | n/a                     | MN   |      | 41.44486342° N 8.2924462° O  | Mais imagens |
| 72777    | Casa de Sezim ou Casa Grande Paço de Sezim                                                        | Arquitectura civil     | Solar               | Nespereira              | IIP  |      | 41.415115° N 8.327556° O     | Mais imagens |
| 73395    | Casa do Alto ou Casa de Raul Brandão (e jardim)                                                   | Arquitectura civil     | Casa                | Nespereira              | IIP  | 1982 | 41.40160963° N 8.3268636° O  |              |
| 70508    | Antigos Paços do Concelho de Guimarães (antigos Paços Municipais)                                 | Arquitectura civil     | Paço                | Oliveira do Castelo     | MN   | 1910 | 41.445212° N 8.29096° O      | Mais imagens |
| 70509    | Igreja de Nossa Senhora da Oliveira ou Igreja da Colegiada de Guimarães                           | Arquitectura religiosa | Igreja              | Oliveira do Castelo     | MN   | 1910 | 41.442933° N 8.292596° O     | Mais imagens |
| 70510    | Padrão Comemorativo da Batalha do Salado ou Padrão de Nossa Senhora da Vitória                    | Arquitectura civil     | Padrão              | Oliveira do Castelo     | MN   | 1949 | 41.442869° N 8.292761° O     | Mais imagens |
| 70511    | Castelo de Guimarães                                                                              | Arquitectura militar   | Castelo             | Oliveira do Castelo     | MN   | 1910 | 41.447834° N 8.290299° O     | Mais imagens |
| 70512    | Igreja de São Miguel do Castelo ou Capela de São Miguel do Castelo                                | Arquitectura religiosa | Igreja              | Oliveira do Castelo     | MN   | 1910 | 41.4473235° N 8.29098035° O  | Mais imagens |
| 70513    | Paço dos Duques de Bragança                                                                       | Arquitectura civil     | Paço                | Oliveira do Castelo     | MN   | 1910 | 41.4464951° N 8.29101423° O  | Mais imagens |
| 70561    | Cruzeiro de Nossa Senhora da Guia (cruzeiro manuelino junto ao Museu Regional de Alberto Sampaio) | Arquitectura religiosa | Cruzeiro            | Oliveira do Castelo     | MN   | 1962 | 41.442709° N 8.292464° O     | Mais imagens |
| 70562    | Muralhas de Guimarães                                                                             | Arquitectura militar   | Muralha             | Oliveira do Castelo     | MN   | 1910 | 41.443049° N 8.291749° O     | Mais imagens |
| 71001    | Casa das Rótulas                                                                                  | Arquitectura civil     | Casa                | Oliveira do Castelo     | IIM  |      | 41.443922° N 8.294292° O     |              |
| 72592    | Casa dos Laranjais                                                                                | Arquitectura civil     | Casa                | Oliveira do Castelo     | VC   | 1989 | 41.444729° N 8.293789° O     |              |
| 73202    | Capela de Santa Cruz                                                                              | Arquitectura religiosa | Capela              | Oliveira do Castelo     | IIP  | 1984 | 41.446349° N 8.290071° O     | Mais imagens |
| 74841    | Casa dos Lobos Machados                                                                           | Arquitectura civil     | Casa                | Oliveira do Castelo     | IIP  | 1977 | 41.442441° N 8.294443° O     | Mais imagens |
| 97017335 | Pousada de Nossa Senhora da Oliveira                                                              | Monumento              |                     | Oliveira do Castelo     | n/c  |      | 41.443172° N 8.292728° O     |              |
| 341981   | Igreja Velha de Santa Maria de Corvite                                                            | Arquitectura religiosa | Igreja              | Ponte                   | VC   |      |                              |              |
| 74371    | Citânia de Briteiros                                                                              | Arqueologia            | Povoado fortificado | Salvador de Briteiros   | MN   | 1910 | 41.528167° N 8.315556° O     | Mais imagens |
| 156335   | Casa do Ribeiro (incluindo quinta e mata)                                                         | Arquitectura civil     | Solar               | São Cristóvão de Selho  | VC   |      | 41.417306° N 8.346639° O     |              |
| 72593    | Fábrica do Moinho do Buraco                                                                       | Arquitectura civil     | Fábrica             | São Jorge de Selho      | VC   |      |                              |              |
| 69792    | Citânia de Sabroso                                                                                | Arqueologia            | Povoado fortificado | São Lourenço de Sande   | MN   | 1910 | 41.512771° N 8.341629° O     | Mais imagens |
| 74013    | Capela do Espírito Santo e cruzeiro fronteiro                                                     | Arquitectura religiosa | Capela              | São Lourenço de Sande   | IIP  | 1971 | 41.50511455° N 8.34873309° O | Mais imagens |
| 71099    | Igreja de São Martinho de Candoso ou Igreja Matriz de São Martinho de Candoso                     | Arquitectura religiosa | Igreja              | São Martinho de Candoso | MN   | 1910 | 41.42681011° N 8.33292047° O |              |
| 69843    | Igreja de São Domingos(claustro)                                                                  | Arquitectura religiosa | Igreja              | São Paio                | MN   | 1910 | 41.442243° N 8.296903° O     |              |
| 70130    | Via de Braga a Guimarães, 2 marcos miliários (série capela)                                       | Arqueologia            | Miliário            | São Paio                | MN   | 1910 | 41.442734° N 8.296594° O     |              |
| 71068    | Casa do Proposto ou Solar do Proposto                                                             | Arquitectura civil     | Casa                | São Paio                | IIM  | 1983 | 41.443852° N 8.299141° O     |              |
| 72909    | Igreja de São Domingos                                                                            | Arquitectura religiosa | Igreja              | São Paio                | IIP  | 1959 | 41.442243° N 8.296903° O     | Mais imagens |
| 73360    | Edifício na Rua Egas Moniz ou Casa da Rua Nova                                                    | Arquitectura civil     | Edifício            | São Paio                | IIP  | 1978 | 41.44159374° N 8.29335951° O |              |
| 73361    | Edifício da Misericórdia de Guimarães ou Igreja da Misericórdia de Guimarães                      | Arquitectura religiosa | Igreja              | São Paio                | IIP  | 1974 | 41.44241° N 8.294759° O      | Mais imagens |
| 75003    | Rua de D. João I                                                                                  | Arquitectura civil     | Conjunto urbano     | São Paio                | IIP  | 1974 | 41.44191899° N 8.29888851° O | Mais imagens |
| 73439    | Cruzeiro de Souto, de granito brasonado                                                           | Arquitectura religiosa | Cruzeiro            | São Salvador de Souto   | IIP  | 1944 | 41.49979959° N 8.29601903° O |              |
| 74957    | Igreja de São Francisco                                                                           | Arquitectura religiosa | Convento            | São Sebastião           | IIP  |      | 41.44072° N 8.292444° O      | Mais imagens |
| 74959    | Igreja do Convento das Capuchinhas ou Igreja da Madre de Deus ou Oficinas de São José             | Arquitectura religiosa | Igreja              | São Sebastião           | IIP  | 1983 | 41.439418° N 8.289135° O     |              |
| 74960    | Igreja e Oratórios de Nossa Senhora da Consolação e Santos Passos                                 | Arquitectura religiosa | Igreja              | São Sebastião           | IIP  | 1993 | 41.440986° N 8.289793° O     | Mais imagens |
| 74961    | Cruzeiro fronteiro ao adro da Igreja de São Francisco                                             | Arquitectura religiosa | Cruzeiro            | São Sebastião           | IIP  | 1963 | 41.440884° N 8.292719° O     | Mais imagens |
| 341977   | Antigas Fábricas de Curtumes                                                                      | Arquitectura civil     | Fábrica             | São Sebastião           | IIP  |      | 41.439621° N 8.29371° O      |              |
| 6273022  | Convento de São Francisco (frescos)                                                               | Arquitectura religiosa | Convento            | São Sebastião           | IIP  | 1940 | 41.44072° N 8.292444° O      |              |
| 70162    | Capela de São Torcato ou Igreja do Mosteiro de São Torcato                                        | Arquitectura religiosa | Capela              | São Torcato             | MN   | 1922 | 41.483815° N 8.258664° O     | Mais imagens |
| 70596    | Igreja de Santa Cristina de Serzedelo ou Igreja de Serzedelo                                      | Arquitectura religiosa | Igreja              | Serzedelo               | MN   | 1927 | 41.402467° N 8.368264° O     | Mais imagens |
| 73438    | Cruzeiro da Careta                                                                                | Arquitectura religiosa | Cruzeiro            | Souto (São Salvador)    | IIP  |      | 41.504876° N 8.304057° O     |              |
| 74955    | Paço de São Cipriano                                                                              | Arquitectura civil     | Paço                | Tabuadelo               | IIP  | 1977 | 41.396944° N 8.288401° O     | Mais imagens |
| 74956    | Igreja Velha de São Cipriano de Taboadelo ou de Tabuadelo                                         | Arquitectura religiosa | Igreja              | Tabuadelo               | IIP  | 1993 |                              | Mais imagens |

 Legenda: PM - Património Mundial · MN - Monumento Nacional · IIP - Imóvel de Interesse Público · MIP - Monumento de Interesse Público · CIP - Conjunto de Interesse Público · SIP - Sítio de Interesse Público · IIM - Imóvel de Interesse Municipal · MIM - Monumento de Interesse Municipal · CIM - Conjunto de Interesse Municipal · SIM - Sítio de Interesse Municipal · VC - Em vias de classificação · SPL - Sem proteção legal

## Póvoa de Lanhoso
| ID      | Designações                                                        | Categoria              | Tipologia           | Freguesia        | Grau | Ano  | Coordenadas                  | Imagem       |
| ------- | ------------------------------------------------------------------ | ---------------------- | ------------------- | ---------------- | ---- | ---- | ---------------------------- | ------------ |
| 70413   | Ponte de Mem Gutierres ou Ponte de Esperança, sobre o rio Ave      | Arquitectura civil     | Ponte               | Esperança        | MN   | 1910 | 41.56833886° N 8.16910797° O |              |
| 70232   | Igreja de Fontarcada (Lugar do Mosteiro)                           | Arquitectura religiosa | Igreja              | Fontarcada       | MN   | 1910 | 41.57728472° N 8.25304835° O | Mais imagens |
| 8471384 | Santuário Rupestre de Garfe                                        | Arqueologia            | Santuário           | Garfe            | SIP  | 2020 | 41.52766° N 8.252605° O      |              |
| 73672   | Casa da Costa (casa solarenga)                                     | Arquitectura civil     | Casa                | Geraz do Minho   | IIP  | 1982 | 41.59523136° N 8.30105816° O | Mais imagens |
| 341982  | Casa de São Vicente e do Lugar de Portas                           | Arquitectura civil     | Casa                | Geraz do Minho   | SPL  | 2010 |                              | Mais imagens |
| 74237   | Pelourinho de Monsul                                               | Arquitectura civil     | Pelourinho          | Monsul           | IIP  | 1977 | 41.623875° N 8.311802° O     |              |
| 70593   | Castelo de Lanhoso                                                 | Arquitectura militar   | Castelo             | Póvoa de Lanhoso | MN   | 1910 | 41.5867° N 8.281599° O       | Mais imagens |
| 70594   | Pelourinho de Lanhoso                                              | Arquitectura civil     | Pelourinho          | Póvoa de Lanhoso | SPL  | 1910 |                              |              |
| 71650   | Theatro Club da Póvoa de Lanhoso                                   | Arquitectura civil     | Teatro              | Póvoa de Lanhoso | VC   | 1995 |                              | Mais imagens |
| 72367   | Estrada lusitano-romana                                            | Arqueologia            | Via                 | Póvoa de Lanhoso | IIP  | 1940 | 41.58625283° N 8.28304612° O |              |
| 72368   | Hospital da Misericórdia da Póvoa de Lanhoso                       | Arquitectura civil     | Hospital            | Póvoa de Lanhoso | IIP  | 1983 | 41.57705002° N 8.26958309° O |              |
| 73272   | Estação lusitano-romana de Póvoa do Lanhoso                        | Arqueologia            | Povoado fortificado | Póvoa de Lanhoso | IIP  | 1948 | 41.58715476° N 8.28184897° O | Mais imagens |
| 9202717 | Villa Beatriz, incluindo a casa e jardins                          | Arquitectura civil     | Casa                | Santo Emilião    | IIP  | 2012 | 41.532178° N 8.279575° O     |              |
| 73974   | Igreja de São João Baptista ou Igreja Paroquial de São João de Rei | Arquitectura religiosa | Igreja              | São João de Rei  | IIP  | 1982 | 41.61323849° N 8.3011052° O  | Mais imagens |
| 5054715 | Casa da Laje e Capela de Santo António                             | Arquitectura mista     | Conjunto            | São João de Rei  | SPL  | 2012 |                              |              |

 Legenda: PM - Património Mundial · MN - Monumento Nacional · IIP - Imóvel de Interesse Público · MIP - Monumento de Interesse Público · CIP - Conjunto de Interesse Público · SIP - Sítio de Interesse Público · IIM - Imóvel de Interesse Municipal · MIM - Monumento de Interesse Municipal · CIM - Conjunto de Interesse Municipal · SIM - Sítio de Interesse Municipal · VC - Em vias de classificação · SPL - Sem proteção legal

## Terras de Bouro
| ID      | Designações | Categoria              | Tipologia           | Freguesia      | Grau | Ano  | Coordenadas                  | Imagem       |
| ------- | --- | ---------------------- | ------------------- | -------------- | ---- | ---- | ---------------------------- | ------------ |
| 69709   | Via Romana XVIII (Geira) no seu traçado por Terras de Bouro, da milha XIV (Santa Cruz) à milha XXXIV (Albergaria), incluindo todas as estruturas arqueológicas a elas associadas. Reclassificação da Geira Romana | Arqueologia            | Via                 | Campo do Gerês | VC   | 1996 |                              | Mais imagens |
| 71098   | Cruzeiro de São João do Campo | Arquitectura religiosa | Cruzeiro            | Campo do Gerês | MN   | 1910 | 41.74750577° N 8.17762688° O | Mais imagens |
| 71277   | Marco miliário Covide e Campo | Arqueologia            | Miliário            | Campo do Gerês | IIP  | 1961 | 41.74875691° N 8.19698416° O |              |
| 69710   | Geira - 35 marcos miliários, série Capela | Arqueologia            | Via                 | Chamoim        | MN   |      | 41.79883385° N 8.1343483° O  |              |
| 73374   | Marco miliário | Arqueologia            | Miliário            | Covide         | IIP  | 1961 | 41.74028391° N 8.21248272° O |              |
| 74134   | Ruínas da Calcedónia | Arqueologia            | Povoado fortificado | Covide         | IIP  | 1971 | 41.72507583° N 8.20068589° O |              |
| 73373   | Sepultura do Frade ou Campa do Frade | Arqueologia            | Sepultura           | Vilar da Veiga | IIP  | 1978 | 41.72171013° N 8.01945751° O |              |
| 4199094 | Estância arqueológica do Chelo | Arqueologia            | Povoado fortificado | Vilar da Veiga | IIP  | 1977 |                              |              |

 Legenda: PM - Património Mundial · MN - Monumento Nacional · IIP - Imóvel de Interesse Público · MIP - Monumento de Interesse Público · CIP - Conjunto de Interesse Público · SIP - Sítio de Interesse Público · IIM - Imóvel de Interesse Municipal · MIM - Monumento de Interesse Municipal · CIM - Conjunto de Interesse Municipal · SIM - Sítio de Interesse Municipal · VC - Em vias de classificação · SPL - Sem proteção legal

## Vieira do Minho
| ID       | Designações                                                  | Categoria          | Tipologia           | Freguesia       | Grau | Ano  | Coordenadas                  | Imagem       |
| -------- | ------------------------------------------------------------ | ------------------ | ------------------- | --------------- | ---- | ---- | ---------------------------- | ------------ |
| 73294    | Antigo Edifício dos Paços do Concelho de Ribeira de Soaz     | Arquitectura civil | Paço                | Caniçada        | NC   | 1987 |                              |              |
| 74954    | Pelourinho de Caniçada                                       | Arquitectura civil | Pelourinho          | Caniçada        | IIP  | 1933 | 41.643809° N 8.203571° O     | Mais imagens |
| 74027    | Pelourinho de Parada de Bouro ou Cruzeiro de Parada de Bouro | Arquitectura civil | Pelourinho          | Parada de Bouro | IIP  | 1933 | 41.648998° N 8.245971° O     | Mais imagens |
| 72971    | Pelourinho de Rossas                                         | Arquitectura civil | Pelourinho          | Rossas          | IIP  | 1933 | 41.584813° N 8.093155° O     | Mais imagens |
| 156253   | Monte do Castelo                                             | Arqueologia        | Povoado fortificado | Rossas          | VC   | 1998 |                              |              |
| 4989149  | Casa do Professor Carlos Teixeira                            | n/a                | n/a                 | Rossas          | IIM  |      | 41.58473585° N 8.09914332° O |              |
| 73394    | Pelourinho de Ruivães                                        | Arquitectura civil | Pelourinho          | Ruivães         | IIP  | 1933 | 41.679252° N 8.048626° O     | Mais imagens |
| 74387    | Ponte da Mizarela ou Ponte dos Frades, em Vila Nova          | Arquitectura civil | Ponte               | Ruivães         | IIP  | 1993 | 41.69199896° N 8.01962939° O | Mais imagens |
| 341984   | Gravuras rupestres do Zebral ou Laje dos Cantinhos           | Arqueologia        | Gravura             | Ruivães         | SIP  | 2000 |                              |              |
| 97011877 | Pousada de São Bento da Caniçada                             | Monumento          |                     | Soengas         | n/c  |      | 41.647783° N 8.184818° O     |              |
| 73293    | Casa de Lamas                                                | Arquitectura civil | Casa                | Vieira do Minho | IIP  | 1975 |                              | Mais imagens |
| 19154386 | Ponte da Parada                                              | Arquitectura civil | Ponte               | Parada de Bouro | IIP  | 2016 |                              | Mais imagens |

 Legenda: PM - Património Mundial · MN - Monumento Nacional · IIP - Imóvel de Interesse Público · MIP - Monumento de Interesse Público · CIP - Conjunto de Interesse Público · SIP - Sítio de Interesse Público · IIM - Imóvel de Interesse Municipal · MIM - Monumento de Interesse Municipal · CIM - Conjunto de Interesse Municipal · SIM - Sítio de Interesse Municipal · VC - Em vias de classificação · SPL - Sem proteção legal

## Vila Nova de Famalicão
| ID      | Designações                                                              | Categoria              | Tipologia           | Freguesia               | Grau | Ano  | Coordenadas                           | Imagem       |
| ------- | ------------------------------------------------------------------------ | ---------------------- | ------------------- | ----------------------- | ---- | ---- | ------------------------------------- | ------------ |
| 73393   | Igreja de Santiago de Antas                                              | Arquitectura religiosa | Igreja              | Antas                   | IIP  | 1958 | 41.38680942° N 8.49061209° O          | Mais imagens |
| 74105   | Castro de São Miguel-o-Anjo ou Estação arqueológica de São Miguel-o-Anjo | Arqueologia            | Povoado fortificado | Calendário              | IIP  | 1990 | 41.39206107° N 8.5360761° O           |              |
| 5622017 | Conjunto - Casa de Santiago e Aqueduto, no Lugar de Santiago             | Arquitectura civil     | Conjunto            | Castelões               | VC   | 2003 |                                       |              |
| 71067   | Capela de Cavalões, antiga Capela das Almas (ruínas)                     | Arquitectura religiosa | Capela              | Cavalões                | IIM  | 1978 | 41.42255557° N 8.56856307° O          |              |
| 341985  | Casa, Quinta e mata de Pindela                                           | Arquitectura civil     | Conjunto            | Cruz                    | VC   | 1993 |                                       | Mais imagens |
| 341988  | Estação arqueológica de São João de Perrelos                             | Arqueologia            | Estação             | Delães                  | VC   | 2000 |                                       | Mais imagens |
| 74888   | Castro do Monte das Ermidas ou Castelo das Ermidas                       | Arqueologia            | Povoado fortificado | Jesufrei                | IIP  | 1990 | 41.45963405° N 8.52332943° O          | Mais imagens |
| 71083   | Casa de Vila Boa                                                         | Arquitectura civil     | Casa                | Joane                   | IIM  | 1977 | 41.43836152° N 8.40713993° O          |              |
| 73201   | Mosteiro de Landim                                                       | Arquitectura religiosa | Mosteiro            | Landim                  | IIP  | 1996 | 41.37938056° N 8.46422778° O          |              |
| 69842   | Ponte de Lagoncinha                                                      | Arquitectura civil     | Ponte               | Lousado                 | MN   | 1943 | 41.348977417164° N 8.5199752449989° O | Mais imagens |
| 73521   | Castro das Eiras ou Monte das Eiras, incluindo balneário/Termas          | Arqueologia            | Castro              | Pousada de Saramagos    | VC   | 2001 |                                       | Mais imagens |
| 69817   | Igreja de Santa Eulália do Mosteiro de Arnoso ou Igreja de São Salvador  | Arquitectura religiosa | Igreja              | Santa Eulália de Arnoso | MN   | 1938 | 41.46862127° N 8.52817174° O          | Mais imagens |
| 74430   | Casa de Camilo Castelo Branco                                            | Arquitectura civil     | Casa                | São Miguel de Seide     | IIP  | 1978 | 41.39686111° N 8.46370833° O          |              |
| 73725   | Casa do Vinhal                                                           | Arquitectura civil     | Casa                | Vila Nova de Famalicão  | IIP  | 1977 | 41.41370316° N 8.52664176° O          | Mais imagens |

 Legenda: PM - Património Mundial · MN - Monumento Nacional · IIP - Imóvel de Interesse Público · MIP - Monumento de Interesse Público · CIP - Conjunto de Interesse Público · SIP - Sítio de Interesse Público · IIM - Imóvel de Interesse Municipal · MIM - Monumento de Interesse Municipal · CIM - Conjunto de Interesse Municipal · SIM - Sítio de Interesse Municipal · VC - Em vias de classificação · SPL - Sem proteção legal

## Vila Verde
| ID    | Designações                             | Categoria              | Tipologia           | Freguesia               | Grau | Ano  | Coordenadas                  | Imagem       |
| ----- | --------------------------------------- | ---------------------- | ------------------- | ----------------------- | ---- | ---- | ---------------------------- | ------------ |
| 74114 | Castro de Barbudo ou Monte do Castelo   | Arqueologia            | Povoado fortificado | Barbudo                 | IIP  | 1986 | 41.65429475° N 8.46568119° O |              |
| 70760 | Torre e Casa de Gomariz                 | Arquitectura civil     | Solar               | Cervães                 | MIP  | 2019 | 41.588361° N 8.536° O        | Mais imagens |
| 70761 | Santuário do Bom Despacho               | Arquitectura religiosa | Santuário           | Cervães                 | MIP  | 2012 | 41.59934° N 8.53334° O       | Mais imagens |
| 75002 | Cruzeiro de Cervães                     | Arquitectura religiosa | Cruzeiro            | Cervães                 | IIP  | 1955 | 41.59467026° N 8.52894171° O | Mais imagens |
| 74537 | Casa de Carcavelos                      | Arquitectura civil     | Solar               | Coucieiro               | IIP  | 1978 | 41.66848709° N 8.39130713° O |              |
| 70728 | Pelourinho de Moure                     | Arquitectura civil     | Pelourinho          | Moure                   | IIP  | 1933 | 41.643746° N 8.48276° O      |              |
| 74548 | Pelourinho do Prado                     | Arquitectura civil     | Pelourinho          | Vila de Prado           | IIP  | 1933 | 41.597202° N 8.463846° O     |              |
| 74942 | Citânia de São Julião de Caldelas       | Arqueologia            | Povoado fortificado | Ponte                   | IIP  | 1982 | 41.68896217° N 8.39475256° O |              |
| 70745 | Torre dos Coimbras ou de Oriz           | Arquitectura civil     | Torre               | Santa Marinha de Oriz   | IIP  | 2012 | 41.70244° N 8.364857° O      |              |
| 71729 | Torre de Penegate                       | Arquitectura militar   | Torre               | São Miguel de Carreiras | MIP  | 1990 | 41.65882222° N 8.49197222° O |              |
| 70747 | Antigos Paços do Concelho de Prado      | Arquitectura civil     | Casa                | São Miguel do Prado     | VC   |      | 41.599969° N 8.472619° O     | Mais imagens |
| 70764 | Pelourinho de Larim                     | Arquitectura civil     | Pelourinho          | Soutelo                 | IIP  | 1933 | 41.609676° N 8.438363° O     |              |
| 74549 | Casa da Botica (Lugar de São Sebastião) | Arquitectura civil     | Casa                | Vila de Prado           | IIP  | 1993 | 41.69733066° N 8.43334837° O | Mais imagens |
| 70653 | Ponte de Rodas                          | Arquitectura civil     | Ponte               | Ponte (Vila Verde)      | MN   | 1910 | 41.672733° N 8.382865° O     |              |
| 70616 | Ponte do Prado                          | Arquitectura civil     | Ponte               | Vila de Prado           | MN   | 1910 | 41.595523° N 8.462854° O     |              |

 Legenda: PM - Património Mundial · MN - Monumento Nacional · IIP - Imóvel de Interesse Público · MIP - Monumento de Interesse Público · CIP - Conjunto de Interesse Público · SIP - Sítio de Interesse Público · IIM - Imóvel de Interesse Municipal · MIM - Monumento de Interesse Municipal · CIM - Conjunto de Interesse Municipal · SIM - Sítio de Interesse Municipal · VC - Em vias de classificação · SPL - Sem proteção legal

## Vizela
| ID     | Designações                                                                               | Categoria              | Tipologia | Freguesia                      | Grau | Ano  | Coordenadas                  | Imagem |
| ------ | ----------------------------------------------------------------------------------------- | ---------------------- | --------- | ------------------------------ | ---- | ---- | ---------------------------- | ------ |
| 156070 | Casa de Sá, portão armoriado, capela de Santa Ana, dependências anexas, terreiro e jardim | Arquitectura civil     | Casa      | Santa Eulália                  | VC   | 1995 |                              |        |
| 70480  | Ponte Velha de Vizela, ponte romana                                                       | Arquitectura civil     | Ponte     | São João de Caldas de Vizela   | MN   | 1910 | 41.37281297° N 8.3172151° O  |        |
| 74431  | Paço de Gominhães                                                                         | Arquitectura civil     | Paço      | São João de Caldas de Vizela   | IIP  | 1977 | 41.36200243° N 8.32076978° O |        |
| 71023  | Igreja de São Miguel ou Igreja Paroquial de Caldas de Vizela                              | Arquitectura religiosa | Igreja    | São Miguel de Caldas de Vizela | IIM  | 1982 | 41.38092409° N 8.31245628° O |        |

 Legenda: PM - Património Mundial · MN - Monumento Nacional · IIP - Imóvel de Interesse Público · MIP - Monumento de Interesse Público · CIP - Conjunto de Interesse Público · SIP - Sítio de Interesse Público · IIM - Imóvel de Interesse Municipal · MIM - Monumento de Interesse Municipal · CIM - Conjunto de Interesse Municipal · SIM - Sítio de Interesse Municipal · VC - Em vias de classificação · SPL - Sem proteção legal